# Manoir de Beuvron-en-Auge
Le manoir de Beuvron-en-Auge est un édifice situé à Beuvron-en-Auge, en France.

## Localisation
Le monument est situé dans le département français du Calvados, à Beuvron-en-Auge.

## Architecture

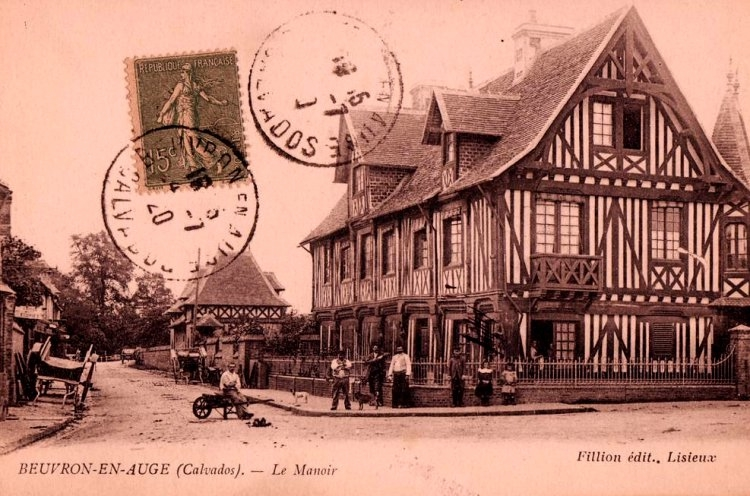
Carte postale du manoir vers 1910.

Le manoir est daté de la fin du XVe siècle. Divisé en lots et remanié au cours du temps, comme en témoigne le cadastre, il a été réuni par un seul propriétaire à la fin du XIXe siècle qui a procédé à de nombreux remaniements.
La façade orientale du manoir est inscrite au titre des Monuments historiques depuis le 27 janvier 1989.